# Остапенко Іван Григорович
Іван Григорович Остапенко (1892, село Мрин Чернігівської губернії, тепер Ніжинського району Чернігівської області — 1937) — радянський діяч, голова Сновського та Ізюмського окрвиконкомів. Член ВУЦВК.

## Життєпис
Член РСДРП(б) з 1917 року.
На 1919 рік — голова Ніжинського повітового революційного комітету (ревкому), командир радянських партизанських загонів в час боротьби з денікінцями.
У березні 1923—1924 роках — голова виконавчого комітету Сновської окружної ради Чернігівської губернії.
У листопаді 1928 — серпні 1930 року — голова виконавчого комітету Ізюмської окружної ради.
Подальша доля невідома.